# Centre històric d'Alforja
Centre històric d'Alforja és un conjunt d'edificacions d'Alforja (Baix Camp) protegit com a Bé Cultural d'Interès Local.

## Descripció
La vila està situada en un turó entre dos barrancs, a la vora esquerra de la riera d'Alforja. A la part superior se situava el castell del qual només queda un mur però d'urbanisme encara conserva el possible perfil del recinte emmurallat. La resta del poble es desenvolupa a banda i banda d'un eix central, el carrer Major.
Entre els edificis més importants del municipi es troben Cal Batxó, al carrer Hospital, amb una gran portada i reixat de ferro, Cal Batllet, al carrer del Bolcador, Ca l'Ernest Besserc, al carrer Major, amb portada de carreus encoixinats del segle xvii, el temple parroquial dedicat a Sant Miquel i Cal Bató a la plaça de Dalt.

## Història
La vall d'Alforja fou donada a repoblar a Ramon de Ganagod el 1158, però passà el 1240 al Capítol tarragoní.
Al llarg dels segles xiii i xiv va tenir força prosperitat econòmica i fou membre de la Comuna del Camp com a mínim des del 1322.
La guerra del francès provocà una forta crisi econòmica i el poble fou obligat a subministrar aliments a les tropes. Durant les lluites del segle xix, Alforja es declarà a favor dels absolutistes i es produïren sovint enfrontaments entre un i altre bàndol. Fou també durant la Revolta dels Malcontents la capital dels insurgents del Camp, sota el comandament de Joan Rafí Vidal.